# Уелс (окръг, Северна Дакота)
Вижте пояснителната страница за други значения на Уелс.
Окръг Уелс (на английски: Wells County) е окръг в щата Северна Дакота, Съединени американски щати. Площта му е 3344 km², а населението - 4022 души (2017). Административен център е град Фесъндън.